# Punta Desengaño
La Punta Desengaño es un accidente geográfico costero ubicado en el departamento Magallanes en la Provincia de Santa Cruz (Argentina), más específicamente en la posición  49°14′57″S 67°36′50″O / -49.24917, -67.61389. Junto con el cabo Curioso constituyen la entrada a la Bahía de San Julián. El cabo representa el extremo norte de la península de San Julián, a aproximadamente 10 km hacia el noreste en línea recta de la ciudad de Puerto San Julián. El cabo delimita una costa hacia el oeste caracterizada por acantilados bajos, y hacia el sureste se observa un paleoacantilado, separado del mar por cordones litorales más recientes.
La zona de Punta Desengaño es un lugar de esparcimiento para los pobladores de las ciudades cercanas, principalmente de Puerto San Julián. En esta zona es posible observar especies faunísticas típicas de la estepa patagónica, principalmente guanacos (Lama guanicoe) que constituyen la fauna más abundante, aunque también es posible observar como ñandúes (Rhea pennata), zorros colorados (Lycalopex culpaeus) y grises (Lycalopex griseus), y piches (Zaedyus pichiy).